# Herbert Thomas Condon
Herbert Thomas Condon (* 27. Februar 1912 in Melbourne; † 12. Januar 1978 in Adelaide) war ein australischer Ornithologe und Museumskurator.

## Leben
In jungen Jahren zog Condon mit seiner Familie nach Adelaide, wo er die Unley High School besuchte. Anschließend absolvierte er ein Teilzeitstudium in Biologie, Geologie und Physik an der University of Adelaide, ohne jedoch einen Abschluss zu machen. 1929 wurde er Assistent am South Australian Museum und 1933 Assistent der Honorarkuratoren Alexander Matheson Morgan (1867–1934) und John Sutton (1866–1938). 1935 wurde er Assistent an der Abteilung für Zoologie. 1938 wurde er zum Kurator der Vogelabteilung ernannt, eine Position, die er bis zu seiner Pensionierung im September 1974 innehatte.
1933 trat Condon in die South Australian Ornithological Association (S.A.O.A.) ein. Von 1938 bis 1943 war er Honorsekretär und Schatzmeister, von 1946 bis 1952 Mitglied des Redaktionskomitees, von 1950 bis 1951 Vizepräsident sowie von 1953 bis 1964 Redakteur des South Australian Ornithologist. Während des Zweiten Weltkriegs diente er zwei Jahre bei der meteorologischen Station der Royal Australian Air Force (R.A.A.F.). 1964 wurde Condon zum Ehrenmitglied der South Australian Ornithological Association ernannt. 
Condon überarbeitete und erweiterte die Handlist of the Birds of South Australia, die erstmals 1962 in den Teilen 6 bis 8 in Band 23 der Zeitschriftenreihe The South Australian Ornithologist veröffentlicht wurde. 1968 wurde die Überarbeitung von der S.A.O.A. in Buchform als zweite Auflage veröffentlicht, 1969 gefolgt von einer dritten Auflage, die kleinere Korrekturen und Ergänzungen enthielt.
Condon war auch in der Royal Australian Ornithologists Union (heute Birdlife Australia) aktiv, wo er 1937 Mitglied wurde. Von 1940 bis 1958 war er Sekretär des südaustralischen Zweigs, von 1961 bis 1962 war er Präsident und 1973 wurde er zum Ehrenmitglied (Honorary Fellow) der Royal Australian Ornithologists Union (R.A.O.U.) ernannt. 
Im Jahr 1941 wurde Condon Mitglied des R.A.O.U.-Checklistenkomitees. Im Jahr 1952 wurde er Sekretär und Versammlungsleiter des Komitees. 1967 wurde das Komitee jedoch aufgelöst und Condon wurde dazu berufen, eine neue australische Checkliste zu erstellen. Der Abschnitt über die Nicht-Sperlingsvögel wurde 1973 fertiggestellt und 1975 veröffentlicht. Die Verschlechterung seines Gesundheitszustandes ab 1974 verhinderte die Fertigstellung eines zweiten Teils der Checkliste.
1941 beschrieb Condon die Unterart Psephotus haematonotus caeruleus des Singsittichs.